# スコップ三味線
スコップ三味線（スコップじゃみせん）は、青森県津軽地方発祥の日本の宴会芸。スコップと栓抜きを用いて、音楽に合わせて津軽三味線の演奏をまねた「あてぶり」をするものである（スコップを叩くので音は出る）。
楽器演奏の技術を必要とせず、誰でも行うことができるが、青森県出身の伊奈かっぺいによると「本当に弾いているように見せるには、熟練のワザが必要」という。「すこっぷ三味線」と表記される場合もある。

## 歴史
1985年頃、青森県五所川原市在住の舘岡屏風山（本名:高橋弘行）が考案したものが最初である。
1985年頃から、岸千恵子（青森県南津軽郡碇ヶ関村、現在の平川市出身）の歌った「千恵っこよされ」がヒットし、たまたまあった「スコップ」と「栓抜き」で、三味線の弾き真似をしたのが始まりとされる。舘岡が「スナック銀河」で「三味線が無理だから」という理由でこの芸を披露したとする見解もある。また舘岡が初めて披露した店について、後述の世界大会ウェブサイトでは「自身の経営する飲食店『ラブポーション』」としている。
誰でもできる手軽さから、忘年会などの出し物で取り上げられるなど、同店の来客者を中心に広まった。一般にも認知されるようになり、全国的にも広がった。
2007年12月2日には、「第1回スコップ三味線世界大会」が五所川原市ELMの街ショッピングセンターエルムホールで開催され、その技が競われた。第2回大会には芸人の山崎邦正が出場し、個人の部第3位に入賞している。2018年の第12回大会個人の部で優勝した秋田県湯沢市の人物は、「非公認ご当地ヒーロー」の「スコップ戦士ジャミセリオン」を名乗って活動している。

## 楽器
スコップは雪かきのためのシャベルで、雪が硬く凍る津軽地方では冬の必需品であり、シャベルではなくスコップと呼ばれる。スコップ三味線には、音の良さと弾きやすさから、鉄製で先が丸みを帯びたスコップが用いられる。しかし、現在のシャベルの多くは、鉄製であれば四角形、丸形であればアルミ製となっており、鉄製で丸みを帯びた物は、非常に手に入りにくいものとなっている。
撥には大きめの栓抜きが使われる。館岡が使用した栓抜きは、京都の土産物品と言われ、三味線のバチと同程度の大きさ・形を持つ物で、演奏には、必ずこの栓抜きが使われていた。
楽器（スコップ）、撥（栓抜き）ともに、演奏に適した物は手に入りにくい状態にあり、舘岡はオリジナルの製作を検討している。
舘岡には、この他に、鉄製スコップの木製部分に津軽塗を施した特注品が存在する。津軽塗り仕様品の一つに「知事専用スコップ三味線」がある。また、テレビ番組出演の際には、スコップ三味線用のケースも作られた。

## 奏法
構えは三味線と同様である。
左手は、棹（スコップの柄の部分）をつかみ、曲の高低に合わせて上下させる。特に、津軽三味線独特の音程を下から上に上げる（ポルタメント）奏法（手の位置は逆に、上から下への動きになる）を取り入れることにより、よりリアルな奏法になる。また、時々、糸巻き（実際には無い）を調節する動作を入れるのが、ポイントとなっている。
右手は撥（栓抜き）を持ち、音に合わせてスコップ（胴）を叩く。普通に叩く1つ打ちのほか、スコップの凹み部分を使うことにより2つ打ちを行うことができる。これらを混ぜることにより、より津軽三味線らしさを演出することができる。さらに、大きめの栓抜きを使うことにより、柄の部分でも叩くことができ、この場合には、より複雑なリズムを演奏することができる。